# Mestaruussarja 1957
La Mestaruussarja 1957 fu la quarantottesima edizione della massima serie del campionato finlandese di calcio, la ventisettesima come Mestaruussarja. Il campionato, con il formato a girone unico e composto da dieci squadre, venne vinto dall'HPS.

## Squadre partecipanti
| Club         | Città       | Stagione 1956                      |
| ------------ | ----------- | ---------------------------------- |
| Haka         | Valkeakoski | 5º posto in Mestaruussarja         |
| HJK          | Helsinki    | 2º posto in Mestaruussarja         |
| HPS          | Helsinki    | 8º posto in Mestaruussarja         |
| Ilves-Kissat | Tampere     | 4º posto in Mestaruussarja         |
| KIF          | Helsinki    | 3º posto in Mestaruussarja         |
| KoRe         | Kotka       | 1º posto in Suomensarja Itälohko   |
| KTP          | Kotka       | 7º posto in Mestaruussarja         |
| KuPS         | Kuopio      | Campione di Finlandia              |
| TPS          | Turku       | 1º posto in Suomensarja Länsilohko |
| VPS          | Vaasa       | 6º posto in Mestaruussarja         |

## Classifica finale
|  | Pos. | Squadra      | Pt | G  | V  | N | P  | GF | GS | DR  |
|  | ---- | ------------ | -- | -- | -- | - | -- | -- | -- | --- |
|  | 1.   | HPS          | 26 | 18 | 11 | 4 | 3  | 49 | 27 | +22 |
|  | 2.   | Haka         | 25 | 18 | 11 | 3 | 4  | 46 | 20 | +26 |
|  | 3.   | TPS          | 21 | 18 | 7  | 7 | 4  | 45 | 37 | +8  |
|  | 4.   | KuPS         | 19 | 18 | 8  | 3 | 7  | 28 | 34 | -6  |
|  | 5.   | Ilves-Kissat | 18 | 18 | 7  | 4 | 7  | 50 | 34 | +16 |
|  | 6.   | HJK          | 18 | 18 | 5  | 8 | 5  | 26 | 26 | 0   |
|  | 7.   | VPS          | 16 | 18 | 6  | 4 | 8  | 21 | 30 | -9  |
|  | 8.   | KTP          | 15 | 18 | 5  | 5 | 8  | 28 | 31 | -3  |
|  | 9.   | KIF          | 14 | 18 | 5  | 4 | 9  | 28 | 36 | -8  |
|  | 10.  | KoRe         | 8  | 18 | 2  | 4 | 12 | 21 | 67 | -46 |

Legenda:
      Campione di Finlandia e ammessa alla Coppa dei Campioni 1958-1959
      Retrocesse in Suomensarja
Note:
Due punti a vittoria, uno a pareggio, zero a sconfitta.